# توپلی دو (پیروت)
توپلی دو (به صربی: Topli Do) یک منطقهٔ مسکونی در صربستان است که در ناحیه پیروت واقع شده‌است. توپلی دو ۱۰۸ نفر جمعیت دارد.